# Wapen van Retie

Het wapen van Retie

Het wapen van Retie is het heraldisch wapen van de Antwerpse gemeente Retie. Het wapen werd op 26 februari 1851, per koninklijk besluit aan de gemeente toegekend. Nadien is het wapen een keer in ongewijzigde vorm herbevestigd.

## Blazoeneringen
De blazoenering van het eerste wapen luidt als volgt:
D'or, à trois pals de gueules, au franc quartier d'hermines au lambel d'azur à trois pendants, brochant sur le tout.
Van goud, drie palen van keel, een vrijkwartier van hermelijn over alles heen een barensteel van lazuur met drie hangers.
Het wapen is goud van kleur met daarop drie rode verticale banen. Rechtsboven een vrijkwartier van hermelijn (wit met zwarte "staartjes"). Over het vrijkwartier en de rode palen een blauwe barensteel. De barensteel heeft drie hangers..
Tweede wapen
In goud drie palen van keel met een vrijkwartier van hermelijn en een barensteel met drie hangers van lazuur over alles heen.
Het wapen is onveranderd en daardoor gelijk aan het wapen uit 1851. Alleen de omschrijving van het wapen is aangepast en vertaald uit het Frans.

## Geschiedenis
Het gebied van Retie behoorde tot het Land van Geel, behorende tot de eigendommen van het geslacht Berthout. Het wapen is gelijk aan het persoonlijke wapen van de eerste heer van Duffel: Gerard van Duffel. Van Duffel behoorde tot de Grimbergse tak van het voornoemde geslacht. In 1332 werd Retie afgesplitst van het Land van Geel en kreeg daardoor een eigen schepenbank. Nog dezelfde eeuw werd een zegel gemaakt met daarop het wapen van het geslacht Berthout, aangevuld met een hermelijnen vrijkwartier (het wapen van Duffel-Perwijs) en de barensteel. De barensteel geeft aan dat het gebied is afgesplitst, mogelijk ook dat het geërfd werd door een bastaardzoon. Hoewel Retie in de 17e en 18e eeuw niet langer bij Berthout hoorde, gebruikte het nog wel het wapen dat zij in de 14e eeuw als zegel in gebruik had genomen. In 1851 werd het wapen als gemeentewapen toegekend. In 1993 werd de beschrijving gemoderniseerd.

## Vergelijkbare wapens
Het wapen is op historische gronden te vergelijken met de volgende wapens:

Het wapen van de familie Berthout
Het wapen van Duffel
Het wapen van Geel
Het wapen van Aartselaar
Het wapen van Niel
Het wapen van Schelle